# Possenspiel (Band)
Possenspiel war eine DDR-Musikgruppe, die von 1980 bis Mitte der 1990er Jahre bestand. Durch ihre humorvollen Texte zwischen Nonsens und Satire galten sie neben MTS als wichtigste humoristische Band.

## Geschichte
Die Band wurde 1980 von Hans Knippenberg, Malte Freyer und Detlef Topolinski gegründet, die sich bereits aus der Formation Erdmann & Co. kannten. Die drei Künstler wollten mit Gitarren auf einer Bühne stehen und Alkohol trinken. Doch schon beim ersten Konzert am 11. November 1980 kam es beinahe zum Chaos: Bereits auf den Eintrittskarten war vermerkt worden, dass die Band das Publikum um 23:23 Uhr beschimpfen wolle – was dann auch geschah. Daraufhin wollten einige Besucher die Musiker hauen. „Mit der Zeit bekamen wir mit, dass Spaß machen mit harter Arbeit verbunden ist, man durfte nichts dem Zufall überlassen“, wird Hans Knippenberg zitiert.
Die Band begann daraufhin, handwerklich ausgereifte Rock- und Schlagersongs mit lustigen Texten zu komponieren. So wird im 1984 erschienenen Song Sommer Sonne Sonnenbrand der klassische Ostseeurlaub des DDR-Bürgers beschrieben. Im Song Wir ham die Stones kaputtgespielt persifliert die Band den ideologischen Überlegenheitsanspruch gegenüber dem Westen, die selbst den Rolling Stones überlegen wäre. Weitere bekannte Lieder sind Auf dem Korridor (der Künstleragentur) oder Wer wirft so spät nach Mitternacht noch Käse in den Fahrstuhlschacht?. Der Song handelt von den Nöten eines Hausmeisters.
Kurz vor der Wende 1989 starb Sänger Heinz-Jürgen Meyer. Als Versuche misslangen, mit Mario Pohl als neuem Sänger wieder durchzustarten, löste sich die Band Mitte der 1990er Jahre auf.
Im Jahr 2007 veröffentlichte Hans Knippenberg die Solo-CD Knippe, mit Neuaufnahmen von Possenspiel-Songs. Seit 2002 arbeitet er wieder mit Possenspiel-Bassist Malte Freyer zusammen – im Projekt DTSB (Die dicke Tine und der schlaue Bruno).

## Besetzung
- Heinz-Jürgen Meyer (Gesang, 1981 bis 1989)
- Hans Knippenberg (Gesang, Gitarre)
- Malte Freyer (Gesang, Bass)
- Detlef Topolinski (Schlagzeug)
- Bernd Meyer bzw. Bernd Wichmann (Gitarre, ab 1981)
- Bernd Wendemacher (Gesang, 1980 bis 1981)
- Mario Pohl (Gesang, ab 1989)

## Diskografie
- 1986: Erste Komische Interessengemeinschaft (Amiga) – Split-LP zusammen mit MTS
- 1989: Nieder mit den Gummibären (Amiga)
- 1992: Tanz der Kakerlaken (Pleitegeier Records)
- 1994: Best Of Posse (P&C/Hansa)
- 2007: Knippe (Buschfunk) – Soloalbum von Hans Knippenberg mit Neuaufnahmen einiger Possenspiel-Songs